# Rock, You Can Fly
Rock, You Can Fly è il secondo album in studio della cantante danese Lise Westzynthius, pubblicato il 22 marzo 2004 su etichetta discografica One Little Indian.

## Tracce
1. Séance – 4:32
2. Mousquetaire – 3:30
3. Rock, You Can Fly – 3:19
4. Reparation – 4:32
5. Break Another Heart – 5:56
6. Northernmost – 2:03
7. Cowboys and Indians – 2:16
8. Sunstroke – 7:33
9. Sans Souci – 5:17
10. The Wreck – 2:28
11. Return to Take-Off – 5:11
12. Dead Angle – 5:07

## Classifiche
| Classifica (2004) | Posizione massima |
| ----------------- | ----------------- |
| Danimarca         | 34                |